# Sacoila
Sacoila ist eine Gattung aus der Familie der Orchideen (Orchidaceae). Sie enthält acht Arten, die im tropischen Amerika beheimatet sind.

## Beschreibung
Die Sacoila-Arten sind krautige Pflanzen. An einem kurzen Rhizom stehen die Wurzeln büschelweise, sie sind fleischig, gestielt knollig verdickt, kahl oder behaart. Die Blätter stehen in einer grundständigen oder etwas den Stängel hinaufreichenden Rosette. Zur Blütezeit sind sie meist schon verwelkt. Die Blattform ist oval bis lanzettlich, der Blattgrund läuft keilförmig zu, es gibt keinen Blattstiel. Die Blattränder können leicht durchscheinend sein.
Der endständige, traubige Blütenstand ist im oberen Bereich behaart. Einige grüne oder rötlich-braune, bewimperte Hochblätter umhüllen ihn teilweise. Die zahlreichen, dicht beieinander stehenden Blüten sind resupiniert, fleischig, ohne Duft, ihre Farbe ist hellgrün, gelb oder rot. Die grünen oder roten Tragblätter sind lanzettlich. Der behaarte Fruchtknoten ist gestielt, oft gebogen, spindelförmig und oft leicht asymmetrisch geformt. Die Sepalen sind auf der Außenseite behaart, liegen aneinander an und bilden so eine Röhre, ihre Spitzen sind zurückgebogen. Das nach oben weisende (dorsale) Sepal ist lanzettlich und konkav, die seitlichen Sepalen sind an ihrer Basis für ein kurzes Stück miteinander verwachsen, am Säulenfuß herablaufend und mit diesem einen Sporn bildend. Die Petalen liegen dem dorsalen Sepal an und haften mit ihren inneren Rändern dort an. Die Lippe ist sitzend, an der Basis keilförmig mit verdickten Rändern (Nektardrüsen). Die Spreite der Lippe ist rinnig, die Seiten sind nach oben gebogen und haften der Säule an, die Lippe endet spitz und etwas nach unten gebogen. Die Säule ist kurz, auf der Unterseite behaart, an der Basis über die Ansatzstelle am Fruchtknoten hinausragend („Säulenfuß“), dieser Säulenfuß ein Stück mit dem Fruchtknoten verwachsen, dann aber frei. Die Narbe ist halbkreisförmig und weist nach vorne. Das Staubblatt ist im Umriss oval oder lanzettlich, vorne endet es spitz. Es enthält die weißen bis hellgelben, schmal keulenförmigen Pollinien, die an einer gemeinsamen Klebscheibe (Viscidium) hängen. Das Trenngewebe zwischen Staubblatt und Narbe (Rostellum) ist steif, spitz, schmal dreieckig geformt und überragt das Staubblatt weit. Die Kapselfrucht ist oval.
Für Sacoila lanceolata gibt es Beobachtung zur Bestäubung durch Kolibris, auch andere Arten besitzen Blüten, die diesem Bestäubungstyp entsprechen.

## Vorkommen
Sacoila ist im tropischen Amerika weit verbreitet. Von Mexiko und Florida im Norden über die Karibik und Mittelamerika bis ins südliche Brasilien, den Norden Argentiniens und Paraguays werden unterschiedliche Habitate besiedelt. Die Arten wachsen in Grasland, Gebüsch und Savannen, sowie in verschiedenen lichten Wäldern. Einige Arten sind erfolgreich an gestörten Stellen und bewachsen Felder, Wegränder und Gärten. Sie kommen bis in Höhenlagen von 2200 Meter vor.

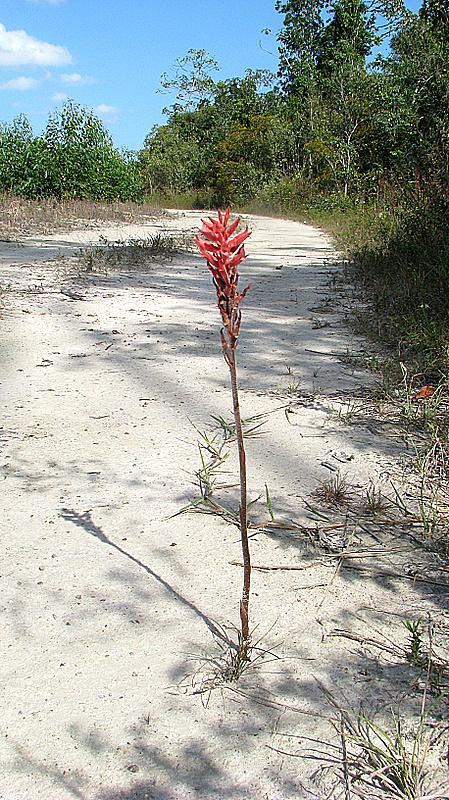
Sacoila lanceolata

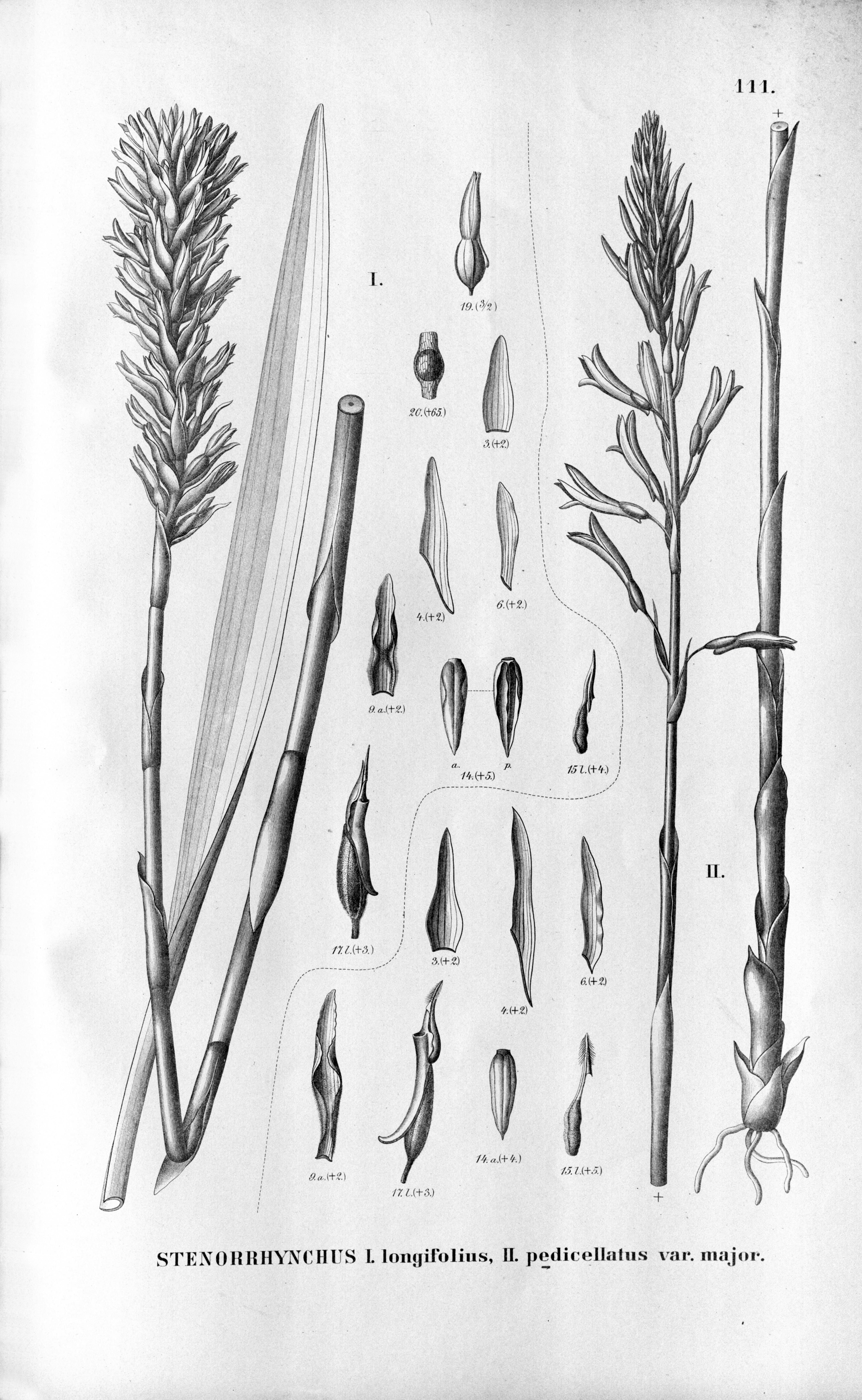
Illustration von Sacoila hassleri (Fig. I, links) und Sacoila pedicellata (Fig. II, rechts)

## Systematik und botanische Geschichte
Sacoila wird innerhalb der Tribus Cranichideae in die Subtribus Spiranthinae eingeordnet. Die Gattung wurde 1837 von Rafinesque in Flora Telluriana Band 2, Seite 86 beschrieben. Der Name leitet sich aus dem griechischen σάκος saccos für „Sack“ und κοῖλος koilos für „hohl“, ab und bezieht sich auf den Sporn. Typusart ist Sacoila lanceolata.
Die Gattung Sacoila ist nah verwandt mit den Gattungen Eltroplectris, Mesadenella und Pteroglossa. Aufgrund äußerer Ähnlichkeit wurde auch eine Verwandtschaft zu Stenorrhynchos postuliert. Eine Bearbeitung der Sektion Spiranthinae findet sich bei L. Garay (1980).
Folgende Arten sind in der Gattung Sacoila enthalten:
- Sacoila argentina (Griseb.) Garay (1980): Sie kommt von Bolivien bis ins nördliche Argentinien vor.[4]
- Sacoila cerradicola Meneguzzo (2013): Sie kommt nur im brasilianischen Bundesstaat Goiás vor.[4]
- Sacoila duseniana (Kraenzl.) Garay (1980): Sie kommt nur in den brasilianischen Bundesstaaten São Paulo und Paraná vor.[4]
- Sacoila foliosa (Schltr.) Garay (1980): Sie kommt nur im brasilianischen Bundesstaat Rio de Janeiro vor.[4]
- Sacoila hassleri (Cogn.) Garay (1980) (Syn.: Stenorrhynchos longifolium Cogn.): Sie kommt von Surinam bis Paraguay vor.[4]
- Sacoila lanceolata (Aubl.) Garay (1980): Sie kommt von Mexiko bis zum tropischen Amerika und in Florida vor.[4]
- Sacoila pedicellata (Cogn.) Garay (1980) (Syn.: Stenorrhynchos pedicellatum var. major Cogn.): Sie kommt in Brasilien, Paraguay und Argentinien vor.[4]
- Sacoila squamulosa (Kunth) Garay (1980): Sie kommt von Mittelamerika bis Kolumbien, in der Karibik und in Florida vor.[4]